# Фридельсхайм
Фридельсхайм (нем. Friedelsheim) — община в Германии, в земле Рейнланд-Пфальц. 
Входит в состав района Бад-Дюркхайм. Подчиняется управлению Вахенхайм ан дер Вайнштрассе.  Население составляет 1469 человек (на 31 декабря 2010 года). Занимает площадь 4,16 км².